# Vampirs moderns
Vampirs moderns (títol original: Modern Vampires) és una pel·lícula estatunidenca de comèdia-terror de 1998 que parodia les pel·lícules de vampirs associant-les amb elements típics de la societat dels anys 1990. Ha estat doblada al català.

## Argument
El Dr. Frederick Van Helsing (Rod Steiger), president de l'Institut Van Helsing de Viena i descendent d'Abraham Van Helsing es troba a Los Angeles perseguint al vampir Dallas (Casper Van Dien) que va transformar al seu fill en vampir vint anys enrere. Per a això contracta a una colla de gàngsters negres que l'ajudin en la feina. Segons Van Helsing, Dallas es va fer amic del seu fill Hans i el va convertir en vampir amb l'excusa de guarir-ho d'una malaltia genètica. Van Helsing va descobrir això en assabentar-se que la seva esposa era amant del seu fill vampirizat visitant-lo en el mausoleu, així que va matar el seu fill i la seva esposa es va suïcidar poc després.
Dallas, després de molts anys a l'exili, torna als Estats Units i específicament a Los Angeles després que El Comte (Robert Pastorelli) el condemna a mort per no ser capaç de matar Van Helsing. Sent perseguit tant per Van Helsing com pel Comte visita als seus benvolguts amics vampirs Ulrike (Kim Cattrall), Urbane Vincent (Udo Kier), l'artista Richard (Craig Ferguson) i la seva esposa eternament embarassada Panthia (Natasha Andrejchenko).

## Repartiment
- Casper Van Dien: Dallas
- Natasha Gregson Wagner: Nico
- Rod Steiger: Dr. Frederick Van Helsing
- Kim Cattrall: Ulrike
- Natasha Lyonne: Rachel
- Craig Ferguson: Richard
- Udo Kier: Vincent
- Gabriel Casseus: Time Bomb
- Robert Pastorelli: El compte
- Natalya Andreychenko: Panthia (com a Natasha Andreichenko)
- Boris Lee Krutonog: Conserge (com a Boris Krutonog)